# Ellipteroides (Ptilostenodes) amiculus
Ellipteroides (Ptilostenodes) amiculus is een tweevleugelige uit de familie steltmuggen (Limoniidae). De soort komt voor in het Palearctisch gebied.